# Batrachorhina jejuna
Batrachorhina jejuna là một loài bọ cánh cứng trong họ Cerambycidae.